# Ballalasamudrakere Kaval, Hosadurga
Ballalasamudrakere Kaval là một làng thuộc tehsil Hosadurga, huyện Chitradurga, bang Karnataka, Ấn Độ.